# Baxter Park

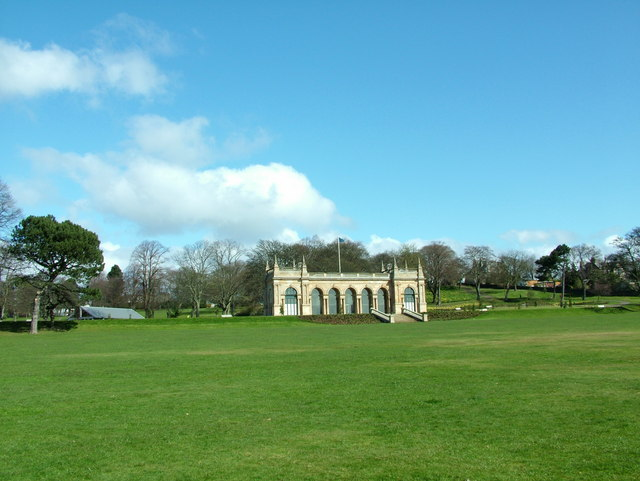
Baxter Park

Baxter Park ist eine Parkanlage in der schottischen Stadt Dundee in der gleichnamigen Council Area.

## Beschreibung
Der rund 15 Hektar umfassende Baxter Park liegt zwischen der Baxter Park Terrace, der Arbroath Road, der Dalkeith Road und der Pitkerro Road im Stadtteil Craigiebank östlich des Zentrums von Dundee. Der Leinenproduzent David Baxter, 1. Baronet stiftete den nach ihm benannten Park zusammen mit seinen beiden Schwestern der Stadt Dundee. Der Park wurde nach einem Plan Joseph Paxtons angelegt und am 9. September 1863 eröffnet. Die Baukosten sollen rund 50.000 £ betragen haben. Wenige Jahre später wurde am Nordrand des Baxter Parks die Morgan Academy zunächst als Krankenhaus eröffnet. 2006 wurde der Park in das Inventory of Gardens and Designed Landscapes in Scotland aufgenommen.
2007 wurde der Baxter Park nach einer Restaurierung feierlich wiedereröffnet. Königin Elisabeth II. und der Duke of Edinburgh waren bei der Zeremonie anwesend. 2009 wurden mehrere tätliche Angriffe und Diebstähle in der Parkanlage berichtet, woraufhin die Sicherheitsmaßnahmen verschärft wurden.

## Baxter Park Pavillon

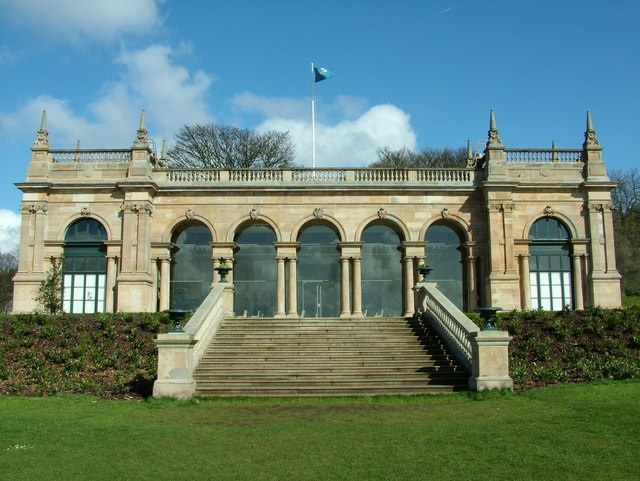
Baxter Park Pavillon

Inmitten des Parks befindet sich der Baxter Park Pavillon. Das Neorenaissance-Bauwerk wurde von Paxtons Neffen George Henry Stokes geplant. Seine südexponierte Hauptfassade ist sieben Achsen weit. Entlang der fünf Achsen weiten Loggia ruhen die Rundbögen mit ornamentierten Schlusssteinen auf Vierergruppen dorischer Säulen. Flankierend treten quadratische Eckrisalite mit ionischen Pilastern heraus. Während sie an der Südfassade mit Rundbogenfenstern ausgeführt sind, sind an den Seitenfassaden lediglich blinde Rundbogeneinfassungen zu finden. Eine mit Obelisken bestandene Balustrade schließt die Fassade ab. Entlang der Nordfassade zieht sich eine Arkade.
1963 wurde das Bauwerk in die schottischen Denkmallisten in der höchsten Denkmalkategorie A aufgenommen.